# حمزة المثلوثي
حمزة المثلوثي (مواليد 25 يوليو 1992) هو لاعب كرة قدم دولي تونسي يلعب في مركز الظهير الأيمن لصالح نادي الزمالك. دولياً لعب عدداً من المباريات كان أهمها مباريات كأس الأمم الأفريقية 2015 التي إنتهت بخروج تونس من الدور الربع النهائي.

## مسيرته الكروية

### النادي البنزرتي

#### موسمي 2009-2010 و 2010-2011
في موسم 2009-2010 شارك في مباراة واحدة فقط وشارك أيضا في 4 مباريات في موسم 2010-2011 مع البنزرتي.

#### موسم 2011-2012
شارك في 24 مباراة في الدوري التونسي ونجح في صناعة هدفين لزملائه.

#### 2012-2016
استمر حمزة المثلوثي مع البنزرتي في التشكيل الأساسي للفريق حتى صيف 2016 الذي أكمل فيه انتقاله إلى النادي الرياضي الصفاقسي بعد عدة مواسم داخل جدران النادي البنزرتي شارك خلالها في 128 مباراة نجح في تسجيل 5 أهداف مع فريقه وصنع 3 أهداف.

### النادي الصفاقسي

#### موسم 2016-2017
شارك حمزة المثلوثي في 24 مباراة في كل البطولات ونجح في تسجيل هدف وحيد وصناعة 6 أهداف.

#### موسم 2017-2018
شارك في 27 مباراة ونجح في صناعة 4 أهداف.

#### موسم 2018-2019
تم اختياره كقائد للفريق وشارك في 31 مباراة في كل البطولات ونجح في تسجيل 4 أهداف وصناعة هدفين.

#### موسم 2020/2019
لعب 14 مباراة مع الصفاقسي بالدوري التونسي ونجح في تسجيل هدفين وصناعة 3 أهداف، كما خاض اللاعب مباراتين أخرتين في الكونفدرالية ومباراة واحدة بكأس تونس، ولم يسجل ولم يصنع خلالهما.

### نادي الزمالك
كشفت قناة نسمة التونسية أن اللاعب حمزة المثلوثي، تغيب عن تدريبات الفريق خاصة وأن عقده سينتهي بنهاية الموسم الجاري تمهيدا لانتقاله إلى نادي الزمالك المصري. سيوقع حمزة المثلوثي على عقد لمدة 3 سنوات مع نادي الزمالك بعد إنتهاء عقده رفقة الصفاقسي التونسي لتدعيم الجبهة اليمنى بتشكيلة الفرنسي باتريس كارتيرون.

#### موسم 2020-21
في 24 أغسطس 2021، صنع حمزة المثلوثي هدفاً أحرز أشرف بن شرقي في شباك الإنتاج الحربى بالدقيقة 87 من عمر المباراة التي أقيمت على ستاد الدفاع الجوى، ضمن منافسات الجولة قبل الأخيرة من عمر مسابقة الدورى الممتاز. وتوج المثلوثي مع الزمالك ببطولة الدوري المصري الممتاز 2020-21 وقال بعدها:
| حمزة المثلوثي | هذا اللقب الأفضل في حياتى لأنى مريت بظروف صعبة جدا، وتعرضت لضغوطات كبيرة في بداية مشوارى مع الزمالك لأن كنت بعيد عن الملعب لمدة 9 أشهر دون لعب أي مباراة واشتغلت كثيرا على نفسى وبمساعدة زملائى في الفريق إستطعت استعادة مستواي | حمزة المثلوثي |

## مسيرته الدولية

### المنتخب التونسي
لعب 29 مباراة دولية بقميص المنتخب التونسي، ولم يسجل خلالهم أي أهداف، ولكنه استطاع صناعة 3 أهداف لزملائه.

#### كأس الأمم الأفريقية 2021
في 16 يناير 2022، سجل حمزة المثلوثي لاعب نادي الزمالك هدف التقدم لصالح منتخب تونس في موريتانيا عند الدقيقة الرابعة من عمر اللقاء، في الجولة الثانية من دور المجموعات لبطولة كأس أمم أفريقيا 2021 والتي إستضافتها دولة الكاميرون.

## الإنجازات

### النادي الرياضي البنزرتي
الوصيف
- الدوري التونسي الممتاز: 2011–12
- كأس تونس :2012-2013

### النادي الصفاقسي
- كأس تونس :2018-2019

### الزمالك
- الدوري المصري الممتاز (2): 2020–21 , 2022
- كأس مصر (2)2021 , 2025
- كأس الكونفدرالية الإفريقية ( 1 ) 2024
- كأس السوبر الإفريقى( 1 ) 2024

## روابط خارجية
- حمزة المثلوثي على موقع قاعدة بيانات كرة القدم.إي يو (الإنجليزية)
- حمزة المثلوثي على موقع ناشيونال فوتبول تيمز (الإنجليزية)
- حمزة المثلوثي على موقع Soccerway.com (الإنجليزية)
- حمزة المثلوثي على موقع عالم كرة القدم.نت (الإنجليزية)
- حمزة المثلوثي على موقع كووورة